# Javier Marín Romano
Javier Marín Romano, (Madrid, 1966) es un empresario español dedicado al sector bancario. Fue consejero delegado del Grupo Santander entre 2013 y el 31 de diciembre de 2014.

## Carrera profesional
Javier Marín ha desarrollado su carrera profesional en el Banco Santander, al que se incorporó en 1991. Dentro de la entidad ha ocupado varios puestos: Comenzó en el área de Asesoría Jurídica, donde estuvo hasta 1995, posteriormente se incorporó a la Secretaría Técnica del presidente, donde permaneció hasta 1999, año en el que fue nombrado director general de Banco Santander de Negocios, y en 2001 pasó ser consejero delegado de Banif. Fue uno de los promotores de la creación de Allfunds Bank. A partir de 2007 ocupó la dirección general de Banca Privada Global, cargo que completaría en 2009 con la dirección de la Gestión de Activos del Santander.
Durante su gestión, el Banco Santander ha obtenido numerosas alianzas estratégicas para el negocio de seguros con, entre otras Zúrich (en Latinoamérica) y Aegon (en España). En lo que se refiere a los fondos, desde Banif puso en funcionamiento Allfunds, que es la plataforma líder en Europa de distribución de fondos de diversas gestoras entre inversores institucionales.
En 2013 pasó a ser Consejero Delegado del Grupo Santander tras la dimisión de Alfredo Sáenz Abad. Con fecha 25 de noviembre de 2014, el Banco comunicó su sustitución por José Antonio Álvarez Álvarez, que ocuparía el cargo desde el 1 de enero de 2015. Al salir del banco obtuvo una indemnización de 10,86 millones de euros.
En diciembre de 2016, Javier Marín fue nombrado miembro del Consejo de Superintendencia del Instituto para las Obras de Religión (IOR), el llamado Banco Vaticano.
En 2018, Javier Marín, junto con otros directivos y el fondo estadounidense Warburg Pincus, adquirió Self Bank a Société Générale por 40 millones de euros, culminándose la operación de compra en febrero de 2019, para el lanzamiento de su proyecto de banca privada Singular Bank. Singular Bank por un lado mantiene Self Bank (ahora “Self Bank by Singular Bank”) como plataforma digital y banqueros en remoto para clientes y por otro ha incorporado “asesoramiento singular” con banqueros privados y “gestión discrecional singular” para la gestión personalizada de altos patrimonios.
En la actualidad Javier Marín ocupa el puesto de consejero delegado tanto de Singular Bank como de Self Bank by Singular Bank.